# G–5 (hajó)
A G–5 (cirill betűkkel: Г–5) szovjet torpedónaszád, amelyet az 1920-as évek végén, az 1930-as évek elején fejlesztettek ki a CAGI-ban. Sorozatgyártása 1933–1944 között folyt a leningrádi André Marty Hajógyárban. Összesen 333 darabot építettek ebből a típusból. 1937-től a spanyol polgárháboróban is használták a köztársasági haderőben. A második világháború idején elsősorban kisegítő feladatkörben alkalmazták.

## Története

A G–5 rajza

A Szovjetunióban az első siklóhajón (glisszer) alapuló torpedónaszád az ANT–3 volt, amelyet Andrej Tupoljev, a CAGI fémépítésű repülőgépek tervezésére létrehozott csoportja készített 1927-ben. Ezt a hajót Moszkvában készítették és Szevasztopolban próbálták ki. Ezt követte a GANT–4 torpedónaszád 1928-ban, amelyet S–4 jelzéssel rendszeresítettek a haditengerészetnél és 59 darabot építettek belőle 1928–1931 között. 
Az S–4 azonban nem felelt meg teljesen az elvárásoknak, ezért a flotta 1928-ban megbízta Tupoljev tervezőcsoportját egy új torpedónaszád kifejlesztésével. Az új hajhóval kapcsolatos főbb elvárások a nagy sebesség mellett az 533 mm-es torpedók, valamint hazai gyártású motorok alkalmazása volt. A GANT–5 vagy G–5 jelzést (a G betű a siklóhajóra – oroszul glisszer – utal, az ANT Tuplojev nevének kezdőbetűiből jön) kapott hajó konstrukciója alapvetően alapvetően  az S–4-en alapult. 
A szovjet építésű motorokat használták és elődjénél nagyobb torpedókat szállított. A prototípust a CAGI (orosz: Центра́льный аэрогидродинами́ческий институ́т), a Központi Aerohidrodinamikai Intézet tervezte és építette 1932–33-ban. Mivel a tervezett motorok még nem álltak rendelkezésre, két 1000 lóerős Isotta Fraschini motort importáltak Olaszországból. Fegyvertelen és nagy üzemanyag-terheléssel a Fekete-tengeren 1933-ban végzett tesztelés során 63,5 csomó (73,1 km/h) maximális sebességet ért el, és döntés született a gyártásba helyezéséről. 
Elsősorban dúralumíniumból épült, amely jelentős súlyt takarított meg, de erősen bonyolította a használatát, mivel a sós víz korróziót okoz ezen az anyagon. Az egyik elfogott hajóparancsnok azt mondta, hogy a G-5-öket nyáron csak 5–7 napig, télen pedig 10–15 napig lehet a vízben tartani, utána ki kell emelni a vízből és korróziógátló intézkedéseket kell tenni. A hajótest három részre oszlik két keresztirányú válaszfallal. 
A két motort a hajótest elülső részébe helyezték el. Mindegyik motornak megvolt a maga sebességváltója, és egy 0,67 m átmérőjű bronz hajócsavart hajtott.